# Bertram Martin Wilson
 (décembre 2018).
Ne pas confondre avec les autres mathématiciens Edwin Bidwell Wilson et John Wilson.
Pour les articles homonymes, voir Wilson.
Bertram Martin Wilson (né le 14 novembre 1896, à Londres, mort le 18 mars 1935, à Dundee, Écosse) est un mathématicien anglais, connu principalement en tant que co-éditeur, avec Godfrey Harold Hardy et P. V. Seshu Aiyar, des Collected Papers de Srinivasa Ramanujan,,.

## Formation et carrière
Wilson est scolarisé à la King Edward's School à Birmingham puis au Trinity College de Cambridge. À l'Université de Liverpool, il est nommé maître de conférences en 1920 et a été promu maître de conférences Senior en 1926. Il y est resté pendant un peu plus de treize ans, travaillant auprès de trois professeurs, Frank Stanton Carey (1860-1928), John Charles Burkill et Edward Charles Titchmarsh. En 1933, Wilson est nommé professeur de mathématiques pures et appliquées à l'University College de Dundee, comme successeur de John Steggall, qui a pris sa retraite. Wilson est mort en 1935, après une brève maladie.

« His early interests in mathematical analysis are shown in some dozen original papers, published between 1919 and 1924, mainly on the theory of numbers and on integral equations and orthogonal functions, but these were only a small part of his total contribution to mathematics. Subsequently, most of his attention was directed to the study of the remarkable Indian mathematician Srinivasa Ramanujan: he was one of the editors of the Collected Papers, published in 1927, and at the time of his death was still occupied, again as joint editor, in the much greater task of annotating Ramanujan's note-books. He was also on the editorial board of the new Compositio Mathematica and contributed many reviews to the Fortschritte.
Sometime in the late 1920s, G. N. Watson and B. M. Wilson began the task of editing Ramanujan's notebooks. The second notebook, being a revised, enlarged edition of the first, was their primary focus. Wilson was assigned Chapters 2–14, and Watson was to examine Chapters 15–21. Wilson devoted his efforts to this task until 1935, when he died from an infection at the early age of 38. Watson wrote over 30 papers inspired by the notebooks before his interest evidently waned in the late 1930s. Thus, the project was never completed. »

Wilson est élu, le 5 mars 1934 Fellow de la Royal Society of Edinburgh. En 1934, il a donné une conférence sur les Cahiers de Ramanujan et leur place dans les mathématiques modernes au troisième colloque de la Société mathématique d'Édimbourg à l'Université de St Andrews.

## Histoire ultérieure desCarnets de Ramanujan
George Neville Watson et B. M. Wilson n'ont jamais finalisé leur projet d'édition des cahiers de Ramanujan (sans compter le cahier "perdu"), mais Bruce Carl Berndt termine leur projet dans une publication en cinq volumes des Carnets de Ramanujan, Parties I—V. La citation suivante se réfère aux trois cahiers impliqués dans le projet de Watson et Wilson :

« .... Ramanujan left three notebooks. The first notebook, totaling 351 pages, contains 16 chapters of loosely organized material with the remainder unorganized. In the organized part, which ends on page 263 ..., Ramanujan wrote on only one side of the paper. Shortly thereafter, Ramanujan began to write on both sides of the page and then returned to the unused reverse sides to record additional material, so that only about 20 of 351 pages are actually blank.
The second notebook is a revised enlargement of the first and was probably composed during the nine months that Ramanujan held a scholarship at the University of Madras prior to his departure from England. This notebook contains 21 chapters, comprising 256 pages, followed by 100 pages of miscellaneous material.
The third short notebook contains 33 pages of miscellaneous material. »

Berndt a largement bénéficié des efforts considérables de Wilson dans l'édition du deuxième cahier de Ramanujan. Parce que certaines revues ont besoin de la permission de chaque auteur quand un article est publié, pour certains travaux de Berndt, il n'était pas permis de créditer Wilson ou Watson en tant que co-auteur. Cependant, Berndt a publié plusieurs articles avec Wilson en tant que co-auteur,,,,.
Il semble probable que Wilson n'était pas au courant du cahier perdu de Ramanujan, qui est probablement passé par Godfrey Harold Hardy à George Neville Watson quelques années après la mort de Wilson.

## Sélection de publications
- « Proofs of some formulae enunciated by Ramanujan », Proceedings of the London Mathematical Society, vol. 21, no 1,‎ 1923, p. 235–255 (DOI 10.1112/plms/s2-21.1.235)
- « On the manner of divergence of the Legendre series of an integrable function », Proceedings of the London Mathematical Society, vol. 21, no 1,‎ 1923, p. 389–400 (DOI 10.1112/plms/s2-21.1.389)
- « An Application of Pfeiffer's Method to a Problem of Hardy and Littlewood », Proceedings of the London Mathematical Society, vol. 22, no 1,‎ 1924, p. 248–253 (DOI 10.1112/plms/s2-22.1.248)
- « On Pseudo‐Orthogonal Systems of Functions Arising as Solutions of an Integral Equation », Proceedings of the London Mathematical Society, vol. 25, no 1,‎ 1926, p. 59–102 (lire en ligne)
- « S. Ramanujan », The Mathematical Gazette, vol. 15, no 207,‎ 1930, p. 89–94 (JSTOR 3607411)